# Берковский, Илья Витальевич
Илья́ Вита́льевич Берко́вский (род. 15 марта 2000, Таврическое, Омская область) — российский футболист, полузащитник турецкого клуба «Серик Беледиеспор».

## Биография
Родился в посёлке Таврическое Омской области.
Начал заниматься футболом в районе. В шесть лет вышел на поле в матче, где играли ребята 1998 года рождения. Забил несколько мячей, и был замечен тренером. Стал заниматься в школе омского «Иртыша». В 13 лет был на просмотре в академии Коноплева и ЦСКА, но не подошёл им.
В 17 лет подписал первый профессиональный контракт с «Иртышом». 14 мая 2017 года дебютировал в первенстве ПФЛ, в домашней игре против иркутского «Зенита» (0:2) выйдя на 80-й минуте. 
В сезонах 2017/18 — 2019/20 провёл 35 матчей, забил семь голов. 
В июле 2020 года перешёл в московское «Торпедо», подписав трёхлетний контракт. До зимней паузы сыграл в первенстве ФНЛ 21 матч, забил 6 голов.
В декабре 2020 заключил 3,5-летний контракт с московским «Локомотивом». 
В феврале 2021 года был отдан в аренду до конца сезона в клуб «Нижний Новгород». 
В июне 2021 года продлил арендное соглашение с клубом, вышедшим в РПЛ. В чемпионате России дебютировал 7 августа 2021 года, в гостевом матче против «Спартака» (2:1) выйдя на 66-й минуте.
20 июня 2023 года на правах аренды с правом выкупа присоединился к клубу «Химки». 31 мая 2024 года был выкуплен «Химками» (сработала опция автоматического выкупа, потому что «Химки» вышли в РПЛ).
21 июля 2025 года перешёл в турецкий клуб «Серик Беледиеспор».

## Статистика выступлений
| Выступление       | Выступление      | Выступление      | Лига | Лига | Кубки | Кубки | Стыковые матчи | Стыковые матчи | Итого | Итого |
| Клуб              | Лига             | Сезон            | Игры | Голы | Игры  | Голы  | Игры           | Голы           | Игры  | Голы  |
| ----------------- | ---------------- | ---------------- | ---- | ---- | ----- | ----- | -------------- | -------------- | ----- | ----- |
| Иртыш (Омск)      | ПФЛ              | 2016/17          | 1    | 0    | 0     | 0     | —              | —              | 1     | 0     |
| Иртыш (Омск)      | ПФЛ              | 2017/18          | 9    | 3    | 1     | 0     | —              | —              | 10    | 3     |
| Иртыш (Омск)      | ПФЛ              | 2018/19          | 17   | 2    | 1     | 1     | —              | —              | 18    | 3     |
| Иртыш (Омск)      | ПФЛ              | 2019/20          | 9    | 2    | 0     | 0     | —              | —              | 9     | 2     |
| Иртыш (Омск)      | Итого            | Итого            | 36   | 7    | 2     | 1     | —              | —              | 38    | 8     |
| Торпедо (Москва)  | ФНЛ              | 2020/21          | 21   | 6    | 1     | 0     | —              | —              | 22    | 6     |
| Торпедо (Москва)  | Итого            | Итого            | 21   | 6    | 1     | 0     | —              | —              | 22    | 6     |
| → Пари НН         | ФНЛ              | 2020/21          | 2    | 0    | 0     | 0     | —              | —              | 2     | 0     |
| → Пари НН         | РПЛ              | 2021/22          | 20   | 1    | 2     | 2     | —              | —              | 22    | 3     |
| → Пари НН         | РПЛ              | 2022/23          | 6    | 0    | 5     | 0     | 0              | 0              | 11    | 0     |
| → Пари НН         | Итого            | Итого            | 28   | 1    | 7     | 2     | 0              | 0              | 35    | 3     |
| → Химки           | Первая лига      | 2023/24          | 23   | 2    | 5     | 0     | —              | —              | 28    | 2     |
| → Химки           | Итого            | Итого            | 23   | 2    | 5     | 0     | —              | —              | 28    | 2     |
| Химки             | РПЛ              | 2024/25          | 19   | 0    | 5     | 0     | —              | —              | 24    | 0     |
| Химки             | Итого            | Итого            | 19   | 0    | 5     | 0     | —              | —              | 24    | 0     |
| Серик Беледиеспор | Первая лига      | 2025/26          | 2    | 0    | 0     | 0     | —              | —              | 2     | 0     |
| Серик Беледиеспор | Итого            | Итого            | 2    | 0    | 0     | 0     | —              | —              | 2     | 0     |
| Всего за карьеру  | Всего за карьеру | Всего за карьеру | 129  | 16   | 20    | 3     | 0              | 0              | 149   | 19    |

## Достижения
«Иртыш» (Омск)
- Победитель ПФЛ (зона «Восток») (2): 2018/19, 2019/20
- Итого : 2 трофея

«Нижний Новгород»
- Бронзовый призёр ФНЛ: 2020/21

«Химки»
- Победитель Первой лиги: 2023/24
- Итого : 1 трофей